# Szabóky Jenő
Szabóky Jenő Ede (Kalocsa, 1881. március 16. – Budapest, 1956. október 8.) magyar mérnök, kisgazda politikus, országgyűlési képviselő (1920–1936).

## Életpályája
Középiskoláit a kalocsai jezsuita gimnáziumban végezte el. 1902-ben diplomázott a Műegyetemen, ahol mérnöki oklevelet kapott. A diploma után hosszabb európai tanulmányutat tett. 1906-ban a Pest megyei Sárközi Ármentesítő Társulat szakaszmérnökévé választották. 1912-ben Kalocsa képviselőtestületének és Pest vármegye törvényhatósági bizottságának lett a tagja. 1914–1918 között századosi rangban harctéri szolgálatot teljesített az orosz és az olasz fronton. Tartalékos századosként kitüntetéssel szerelt le. 1919-ben a kalocsai ellenforradalom vezére volt, ahol nemzetőrséget szervezett. A kalocsai felkelés leverése után Szegedre került; belépett a Nemzeti Hadseregbe. A Nemzeti Hadsereg elővédjének különítményparancsnoka volt. 1920. február 8-án a kalocsai kerület kisgazdapárti programmal nemzetgyűlési képviselővé választotta. Szülővárosa mandátumát a második nemzetgyűlésben is megtartotta. 1924-ben az Ármentesítő Társulat igazgató-főmérnöke lett. 1926-ban régi kerülete országgyűlési képviselőjévé választotta. 1933-ban az Eötvös Loránd Tudományegyetem Állam- és Jogtudományi Karán kitüntetéssel doktorált.
Több gazdasági témájú cikket írt. Megkapta a magyar királyi gazdasági főtanácsos címet.

## Családja
Szülei Szabóky Károly és Szinnák Mária voltak. 1907. február 4-én, Kalocsán házasságot kötött Kühl Margittal (1887–1969). Egy lányuk született: Margit Mária Anna (1910–1993).